# Ibrahim Ibrahim (bisschop)
Ibrahim Ibrahim (Jinsnaya, Libanon, 22 maart 1962) is de huidige Melkitische Grieks-katholieke bisschop van Canada. Hij is eparchos (residerend bisschop) van Saint Sauveur-Montreal en daarmee de spirituele leider van de 43.000 gelovigen in Canada.
Ibrahim werd op 18 juli 1987 tot priester gewijd. Alvorens zijn bisschopswijding was hij priester van de Sint Elias kerk in Cleveland, aartspriester van de Grote meren regio in de Verenigde Staten en regionaal overste van de orde van Basilianen van Sint Salvator. Op 18 juni 2003 werd hij door de synode van de Melkitische Grieks-katholieke Kerk aangesteld als bisschop na de dood van de vorige bisschop, Sleiman Hajjar. Ibrahim werd op 17 augustus 2003 tot bisschop gewijd.